# Colchidoniscus kutaissianus
Colchidoniscus kutaissianus is een pissebed uit de familie Trichoniscidae. De wetenschappelijke naam van de soort is voor het eerst geldig gepubliceerd in 1974 door Borutzkii.